# Regione dell'Oshana
La regione dell'Oshana è una regione della Namibia con capoluogo Oshakati con di 161 916 abitanti al censimento 2001, dei quali il 31% vive in aree urbane mentre il rimanente 69% in aree rurali.

## Società

### Lingue e dialetti
Il 93% della popolazione parla l'Oshiwambo

## Geografia antropica

### Suddivisioni amministrative
La regione è suddivisa in 10 distretti elettorali:
- Okaku
- Okatana
- Okatyali
- Ompundja
- Ondangwa
- Ongwediva
- Oshakati Est
- Oshakati Ovest
- Uukwiyu
- Uuvudhiya